# UAS-20
UAS-20 — беспилотный летательный аппарат.
Дрон разработан израильской компанией UAS Technologies. Предназначен для ведения наблюдения, патрулирования, разведки и корректировки огневой поддержки. UAS-20 оснащен видеокамерами дневного и ночного видения. Многоцелевой дрон изготовлен полностью из композитных материалов.

## ЛТХ
- Масса — 24 кг (полная)
- Длина — 1,6 метров
- Ширина — 4,1 метра (размах крыльев)
- Скорость — 0-144 км/час
- Радиус действия — 100 км
- Максимальная высота, на которой может летать UAS-20 – 4880 метров.